# Vitex kuylenii
Vitex kuylenii là một loài thực vật thuộc họ Verbenaceae. Loài này có ở Belize, Guatemala, Honduras, México, và Nicaragua.